# ثنائي بنزوثيازيبين

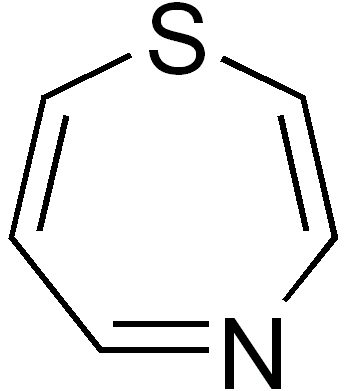
1,4-ثيازيبين

كيتيابين

ثنائي البنزوثيازيبين هي مجموعة مركبات كيميائية مشتقة من الثيازيبين وتحتوي على حلقتي بنزين.
من أمثلتها 1,4-ثيازيبين وكيتيابين.